# Clube de Futebol Os Armacenenses
O Clube de Futebol Os Armacenenses (estilizado como Clube de Futebol «Os Armacenenses») é um clube multidesportivo português sediado na Freguesia de Armação de Pêra, Município de Silves, Distrito de Faro, no Algarve. O Clube Futebol «Os Armacenenses» é a 4ª. Filial dos Belenenses fundada em setembro 1935.

## Plantel Atual
Atualizado em "dia" de "mes" de "ano"

## Histórico

### Títulos
| Nacionais | Nacionais  | Nacionais | Nacionais  |
|           | Competição | Títulos   | Temporadas |
| --------- | ---------- | --------- | ---------- |
|           |            |           |            |
| Regionais |            |           |            |
|           | Competição | Títulos   | Temporadas |
|           |            |           |            |
|           |            |           |            |
| 25x25px   |            |           |            |
|           |            |           |            |

### Presenças
| Nacionais | Nacionais        | Nacionais | Nacionais      |
|           | Competição       | Presenças | Melhor posição |
| --------- | ---------------- | --------- | -------------- |
|           | Primeira Liga    | 0         | 0º             |
|           | Segunda Liga     |           |                |
|           | Segunda Divisão  |           |                |
|           | Terceira Divisão |           |                |
|           |                  |           |                |
|           | Taça de Portugal |           |                |
|           | Taça da Liga     |           |                |
| Regionais |                  |           |                |
|           | Competição       | Presenças | Melhor posição |
|           |                  |           |                |

### Classificações por época
| Época     | Nível | Divisão          | Classificação | Taça de Portugal | Taça da Liga |
| --------- | ----- | ---------------- | ------------- | ---------------- | ------------ |
| Ano       | 1     | Divisão          | Lugar         | Lugar            | Lugar        |
| 2030/2032 | 1     | Primeira Divisão | 2º            | 1/4              | 1F           |

- Legenda das cores na pirâmide do futebol português

     1º nível (1ª Divisão / 1ª Liga)
     2º nível (até 1989/90 como 2ª Divisão Nacional, dividido por zonas, em 1990/91 foi criada a 2ª Liga)
     3º nível (até 1989/90 como 3ª Divisão Nacional, depois de 1989/90 como 2ª Divisão B/Nacional de Seniores/Campeonato de Portugal)
     4º nível (entre 1989/90 e 2012/2013 como 3ª Divisão, entre 1947/48 e 1989/90 e após 2013/14 como 1ª Divisão Distrital)
     5º nível
     6º nível
     7º nível

## Uniformes
- 2018-2019

- 2017-2018

- 2016-2017

## Emblema
| Evolução do Emblema | Evolução do Emblema | Evolução do Emblema | Evolução do Emblema | Evolução do Emblema | Evolução do Emblema |
| ------------------- | ------------------- | ------------------- | ------------------- | ------------------- | ------------------- |
|                     |                     | 130x130px           |                     |                     |                     |
|                     |                     |                     |                     |                     | ano-ano             |

## Dados e Estatísticas
Atualizado em "dia" de "mes" de "ano"
| Melhores marcadores do | Melhores marcadores do | Melhores marcadores do |      | Jogadores com mais jogos no | Jogadores com mais jogos no | Jogadores com mais jogos no |
| Rank                   | Jogador                | Golos                  | Rank | Jogador                     | Jogos                       |                             |
| ---------------------- | ---------------------- | ---------------------- | ---- | --------------------------- | --------------------------- | --------------------------- |
| 1                      | Jogador                | 00                     | 1    | Jogador                     | 00                          |                             |
| 2                      | Jogador                | 00                     | 2    | Jogador                     | 00                          |                             |
| 3                      | Jogador                | 00                     | 3    | Jogador                     | 00                          |                             |
| 4                      | Jogador                | 00                     | 4    | Jogador                     | 00                          |                             |
| 5                      | Jogador                | 00                     | 5    | Jogador                     | 00                          |                             |
| 6                      | Jogador                | 00                     | 6    | Jogador                     | 00                          |                             |
| 7                      | Jogador                | 00                     | 7    | Jogador                     | 00                          |                             |
| 8                      | Jogador                | 00                     | 8    | Jogador                     | 00                          |                             |
| 9                      | Jogador                | 00                     | 9    | Jogador                     | 00                          |                             |
| 10                     | Jogador                | 00                     | 10   | Jogador                     | 00                          |                             |

## Presidentes
| # | Período | Presidente         | Feitos e Marcos |
| - | ------- | ------------------ | --------------- |
| 1 | Ano     | Nome do Presidente |                 |